# 피터 노빅
피터 노빅(영어: Peter Norvig, 1956년 12월 14일 ~ )은 미국의 컴퓨터 과학자이자 스탠퍼드 인간 중심 AI 연구소의 저명한 교육 석학회원이다. 그는 이전에 구글에서 연구 및 검색 품질 책임자로 근무했다. 노빅은 135개국 1,500개 이상의 대학에서 사용되는 AI 《인공지능: 현대적 접근방식》 분야에서 가장 인기 있는 교과서인 스튜어트 J. 러셀과 공동 저자이다.

## 어린 시절 및 교육
노빅은 학문적 가정에서 자랐다. 그의 아버지는 덴마크인이었으며, 제2차 세계 대전 후 미네소타 대학교에서 수학을 공부하기 위해 미국으로 왔다. 노빅은 브라운 대학교에서 응용수학 이학사 학위를, 캘리포니아 대학교 버클리에서 컴퓨터 과학 박사 학위를 받았다.

## 경력 및 연구
노빅은 전미인공지능학회의 고문이자 《인공지능: 현대적 접근방식》의 스튜어트 J. 러셀과 함께 공동 저자로 활동하고 있다. 그는 NASA 에임스 연구 센터의 계산 과학 부서(현재 지능형 시스템 부서) 책임자로, 자율성과 로봇 공학, 자동화 소프트웨어 엔지니어링 및 데이터 분석, 신경공학, 협업 시스템 연구, 시뮬레이션 기반 의사결정 분야에서 NASA의 연구 개발을 수행하는 200명의 과학자들로 구성된 직원들을 감독했다. 그 전에는 정글리에서 수석 과학자로 일하며 최초의 인터넷 비교 쇼핑 서비스 개발, 할리퀸 주식회사의 수석 디자이너, 썬 마이크로시스템즈의 선임 과학자 중 한 명을 도왔다.